# Trachypoma macracanthus
Trachypoma macracanthus är en fiskart som beskrevs av Günther, 1859. Trachypoma macracanthus ingår i släktet Trachypoma och familjen havsabborrfiskar. Inga underarter finns listade i Catalogue of Life.